# David Huber
David Huber est un joueur international autrichien de rink hockey. Il évolue, en 2015, au sein du RHC Villach.

## Palmarès
En 2015, il participe au championnat du monde de rink hockey en France.